# Júki Óta
Júki Óta (* 25. listopadu 1985 Ócu, Japonsko) je japonský sportovní šermíř, který se specializuje na šerm fleretem. Japonsko reprezentuje mezi muži od roku 2003. Na olympijských hrách startoval v roce 2004, 2008, 2012 a 2016 v soutěži jednotlivců a družstev. V soutěži jednotlivců získal na olympijských hrách 2008 stříbrnou olympijskou medaili. V roce 2015 získal titul mistra světa v soutěži jednotlivců. S japonským družstvem fleretistů vybojoval na olympijských hrách 2012 stříbrnou olympijskou medaili. V roce 2010 obsadil s družstvem fleretistů na mistrovství světa třetí místo.